# Kniptjärnbäcken
Kniptjärnbäcken är ett naturreservat i Skellefteå kommun i Västerbottens län.
Området är naturskyddat sedan 2017 och är 58 hektar stort. Reservatet består av gran- och tallskog med Kniptjärnbäcken i sydvästra reservatgränsen.